# 고답파
고답파(高踏派, 프랑스어: parnassiens)는 1860년대 프랑스에서 생겨난 시인의 유파이다.
낭만주의 감정과 주관적 색채가 짙은 시에 반대하여, 인지적인 관찰과 과학적인 객관성을 존중하고 형식의 완벽을 목표로 하였다. 테오필 고티에, 샤를 피에르 보들레르, 스테판 말라르메, 폴 베를렌 등이 대표적이다.

## 참고 문헌
- 이 문서에는 다음커뮤니케이션(현 카카오)에서 GFDL 또는 CC-SA 라이선스로 배포한 글로벌 세계대백과사전의 내용을 기초로 작성된 글이 포함되어 있습니다.